# Instytut Konfucjusza w Krakowie

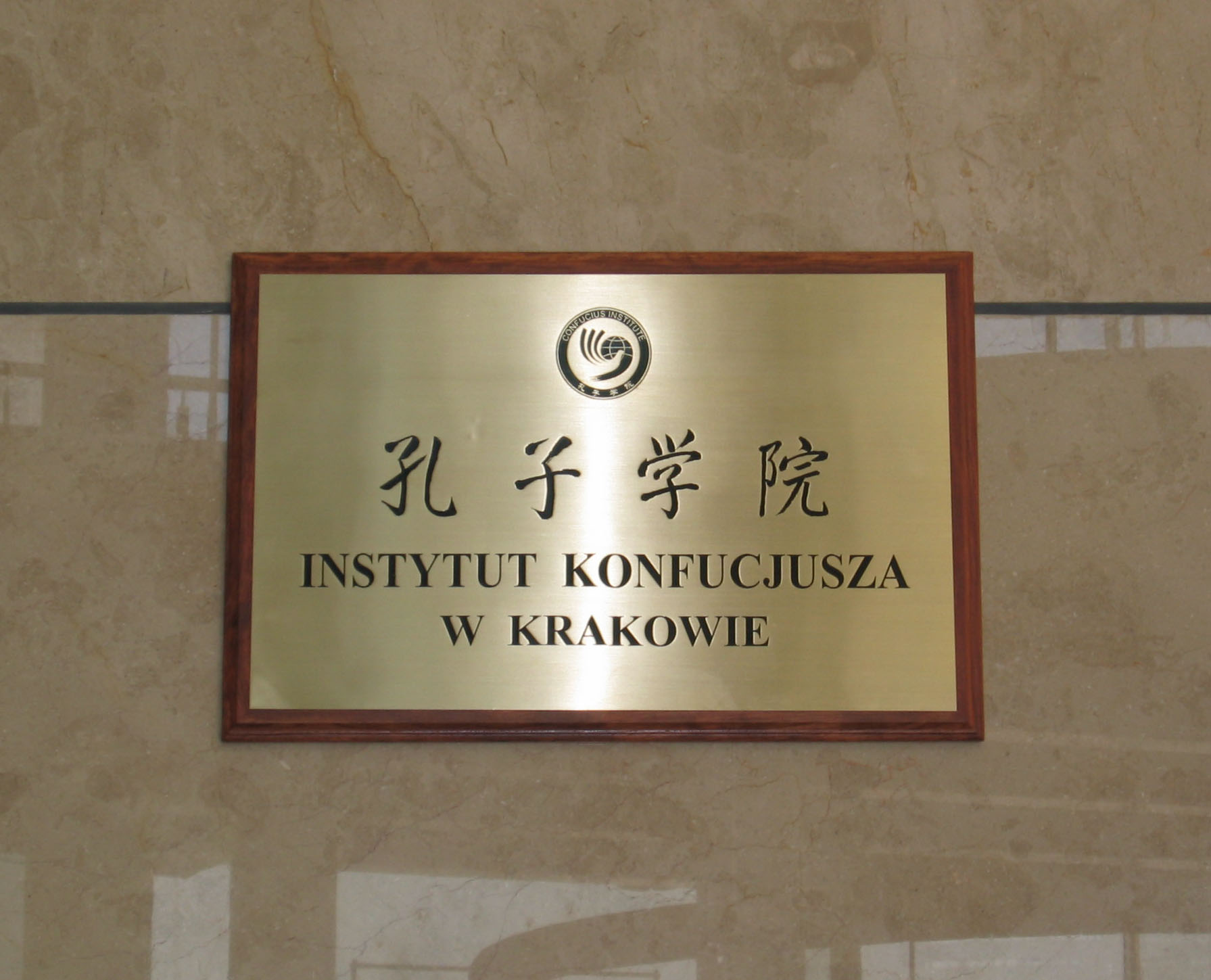
Tablica Instytutu Konfucjusza w Krakowie

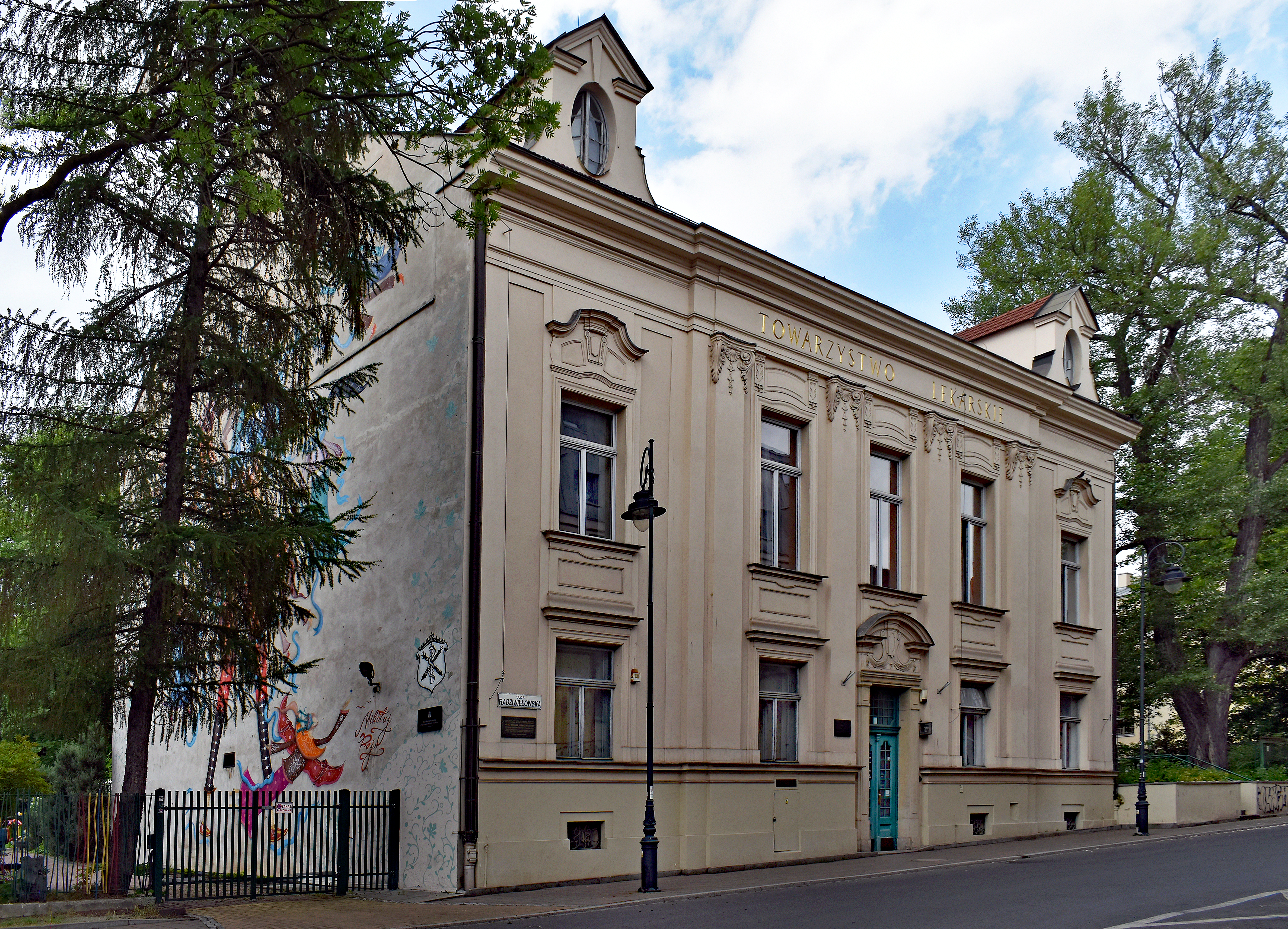
Dawna siedziba Instytutu, Dom Lekarski w Krakowie

Centrum Języka i Kultury Chińskiej Uniwersytetu Jagiellońskiego „Instytut Konfucjusza w Krakowie” – samodzielna jednostka Wydziału Studiów Międzynarodowych i Politycznych Uniwersytetu Jagiellońskiego, zajmująca się propagowaniem wiedzy o kulturze chińskiej. Jest sto ósmą instytucją tego typu na świecie i pierwszą w Polsce. Znajduje się przy ul. Oleandry 2a w Krakowie.
Pod nazwą Instytutu Konfucjusza kryje się idea propagowania chińskiego języka i kultury. Celem tworzenia światowej sieci takich Instytutów jest przełamanie stereotypów o rzekomej niemożności nauczenia się języka chińskiego. Językiem mandaryńskim jako ojczystym posługuje się 1,4 miliarda ludzi na całym świecie, co czyni go najbardziej rozpowszechnionym językiem na świecie. Cudzoziemców uczących się języka chińskiego szacuje się obecnie na 30 milionów i liczba ta stale rośnie.

## Historia
Światowa historia Instytutów Konfucjusza rozpoczęła się w czerwcu 2004. Chińskie Państwowe Biuro Międzynarodowej Promocji Języka Chińskiego (Hanban) utworzyło pilotażowe centrum języka chińskiego w Taszkencie. W listopadzie tego samego roku w Seulu powstał pierwszy Instytut Konfucjusza. Od tej pory podobne instytucje zaczęto tworzyć przy wielu uczelniach w tak różnych częściach świata, jak Australia, Stany Zjednoczone, RPA, Kanada, Niemcy, Singapur, Zimbabwe, czy Rwanda. Pierwszy w Europie Instytut powstał w lutym 2005 roku w Sztokholmie.
16 czerwca 2006 roku w Sali Senackiej Collegium Novum, Ambasador Chińskiej Republiki Ludowej Yuan Guisen i Rektor Uniwersytetu Jagiellońskiego prof. dr hab. Karol Musioł, podpisali list intencyjny w sprawie utworzenia Instytutu Konfucjusza.
W lipcu nawiązano współpracę z Pekińskim Uniwersytetem Języków Obcych (Beijing Waiguoyu Daxue, w skrócie Beiwai), który specjalizuje się w badaniu i nauczaniu języków obcych: naucza się tam 35 języków, w tym (jako do niedawna jedynym ośrodku akademickim w Chinach) języka polskiego (w ramach regularnych studiów polonistycznych). Z tego powodu Pekiński Uniwersytet Języków Obcych stał się partnerem Uniwersytetu Jagiellońskiego przy tworzeniu Instytutu Konfucjusza.
29 września 2006 Rektor UJ prof. Karol Musioł i dyrektor Hanbanu, pani Xu Lin podpisali w Collegium Maius porozumienie o ustanowieniu Instytutu Konfucjusza w Krakowie. Druga część ceremonii otwarcia odbyła się w III Kampusie 600-lecia Odnowienia UJ, gdzie otworzono biuro Instytutu i gdzie odsłonięto dwujęzyczną tablicę z nazwą Instytutu. W 2008 Instytut przeniósł się do Domu Lekarskiego w Krakowie, na ul. Radziwiłłowskiej 4. W 2018 Instytut otrzymał nową siedzibę w nowo wyremontowanym budynku przy ul. Oleandry 2a.
Równocześnie z podpisaniem decyzji o utworzeniu Instytutu, także 29 września 2006 roku, rektorzy obu uczelni, prof. Hao Ping i prof. Karol Musioł podpisali porozumienie dotyczące wymiany akademickiej i współpracy naukowej. Zgodnie z umową, obydwie uczelnie będą prowadzić wymianę kadry dydaktycznej i naukowo-badawczej, wymianę studentów oraz materiałów dydaktycznych i informacji naukowych. Beiwai i UJ zamierzają wspólnie realizować projekty badawcze oraz wydawać publikacje naukowe i podręczniki dla studentów, a także organizować konferencje naukowe. W porozumieniu postanowiono, że obydwa uniwersytety będą współpracować w celu realizacji postanowień umowy zawartej między Hanban a Uniwersytetem Jagiellońskim, dotyczącej działalności w Krakowie Instytutu Konfucjusza, a w szczególności w zakresie promocji wiedzy o współczesnych Chinach, ich kulturze i gospodarce oraz nauki języka chińskiego.

## Cele
- Organizacja kursów języka chińskiego.
- Szkolenia dla firm i instytucji na temat różnic międzykulturowych, technik negocjacji w Chinach i inne.
- Prowadzenie biblioteki zawierającej materiały dydaktyczne, książki na temat kultury Chin oraz bogate źródła multimedialne.
- Organizacja konferencji i sympozjów naukowych dotyczących Chin.
- Prezentowanie sztuki chińskiej – przeglądy filmów, wystawy.
- Opracowanie polskojęzycznego podręcznika i słownika polsko-chińskiego i chińsko-polskiego.
- Organizacja konkursów języka chińskiego oraz wiedzy o kulturze chińskiej.
- Przybliżanie chińskich tradycji poprzez obchody tradycyjnych chińskich świąt.

## Instytucje partnerskie
- Uniwersytet Jagielloński
- Pekiński Uniwersytet Języków Obcych
- Instytut Bliskiego i Dalekiego Wschodu Uniwersytetu Jagiellońskiego
- Ambasada Chińskiej Republiki Ludowej w Warszawie
- Magiczny Kraków
- Portal internetowy o Azji Dalekowschodniej, Orientalem
- Chińskie Państwowe Biuro Międzynarodowej Promocji Języka Chińskiego (Hanban)